# BP 06-19-01
Tàu BP-06-19-01 (CN-09) thuộc biên chế của Hải đội 2, Bộ Chỉ huy Bộ đội Biên phòng Tỉnh Nghệ An, Bộ đội Biên phòng Việt Nam. Đóng tại Cửa Lò, Nghệ An. Có nhiệm vụ tuần tra, kiểm soát kết hợp phòng chống lụt bão và tìm kiếm cứu nạn.

## Hình thành
Để đáp ứng yêu cầu cứu hộ, cứu nạn trên biển ngày 16 tháng 12 năm 2013, Ủy ban nhân dân Tỉnh Nghệ An có công văn số 8998/UBND-NC đề nghị Bộ Tư lệnh Bộ đội Biên phòng Việt Nam trang cấp phương tiện tàu cứu hộ cứu nạn cho Bộ Chỉ huy Bộ đội Biên phòng Tỉnh Nghệ An.
Ngày 26 tháng 09 2014, Tư lệnh Bộ đội Biên phòng Việt Nam đã ký Quyết định số 3052/QĐ-BTL về việc trang bị tàu tuần tra kết hợp tìm kiếm cứu nạn số hiệu BP 06-19-01 cho Nghệ An.

## Thiết kế
Tàu CN-09 có chiều dài 30 m, chiều rộng 6.7 m, chiều cao mạn 3.6 m, mớn nước 2 m, lượng giãn nước tối đa 160 tấn. Vật liệu thân vỏ làm bằng thép cường độ cao. Tàu được lắp hai máy chính kiểu 3512B do Hoa Kỳ sản xuất có tổng công suất 3 822 CV, tiêu hao nhiên liệu ở chế độ 100 % công suất là 762 lít dầu/giờ; hệ thống lái điện thủy lực, thiết bị hàng hải hiện đại như máy đo độ sâu JFE-680, máy đo tốc độ JLN-205, định vị vệ tinh JLR-7800, máy thu bản đồ thời tiết, hệ thống báo cháy tự động.
Tàu còn có hệ thống cứu hỏa, hệ thống chữa cháy bằng khí CO2, buồng cấp cứu nạn nhân. Chịu sóng gió cấp 7, cấp 8; tốc độ lớn nhất 20 hải lý/giờ, chạy liên tục trong 24 giờ. Thời gian hoạt động tối đa 10 ngày ở vận tốc 9-10 hải lý/giờ, số người được cứu tối đa 25 người. Tàu kéo được tàu cá trọng lượng chiếm nước dưới 3 000 tấn. Bên cạnh đó, tàu CN-09 được trang bị nhiều loại vũ khí, khí tài hiện đại đáp ứng công tác tuần tra bảo vệ toàn vẹn chủ quyền, an ninh lãnh hải quốc gia.

## Hoạt động
Vụ rơi máy bay Sukhoi Su-30 ở Việt Nam năm 2016:
Sau nhiều ngày tìm kiếm, ngày 17 tháng 6 năm 2016, một tàu ngư dân Nghi Lộc, Nghệ An phát hiện thi thể Thượng tá Trần Quang Khải nằm bên chiếc dù trôi dạt. Sở chỉ huy tìm kiếm cứu nạn đặt tại Nghệ An đã điều động tàu BP-06-19-01 ra khu vực ngư dân báo tin để xác minh.
Ngày 18 tháng 6 năm 2016, tàu BP-06-19-01 đưa thi thể thượng tá Trần Quang Khải vào đất liền tại cầu cảng Hải đội 2 (Cửa Lò, Nghệ An).